# Dilbert (serie de televisión)
Dilbert es una adaptación animada para televisión de la historieta del mismo nombre, producida por Adelaide Producciones, IDBox, y United Media y distribuida por Columbia TriStar Televisión. El primer episodio fue transmitido el 25 de enero de 1999, y fue la comedia de United Paramont Network mejor valorada en aquel momento en la historia de UPN;  duró dos temporadas y ganó un Emmy por máxima audiencia antes de su cancelación.

## Sinopsis
La serie sigue las aventuras de un oficinista de cuello blanco, de mediana edad y trabajador, llamado Dilbert, quien es extremadamente inteligente con todas las cosas que estén en las fronteras de la ingeniería eléctrica. A pesar de que la inteligencia de Dilbert supera la de sus colegas incompetentes en trabajo, es incapaz de cuestionar ciertos procesos que cree ineficientes, debido a su carencia de poder dentro de la organización. Así, se encuentra insatisfecho con las decisiones que toman en su trabajo, debido al hecho que usualmente tiene muchas sugerencias para mejorar las mismas, pero es incapaz de expresar su inconformidad. Consiguientemente, se encuentra a menudo con una actitud pesimista y frustrada, lo que finalmente conlleva a varias situaciones cómicas que giran alrededor de a conceptos como el liderazgo, el trabajo en equipo, la comunicación y la cultura corporativa.

## Historia
Los primera temporada se centra en la creación de un producto nuevo, el "Gruntmaster 6000". Los primeros tres episodios implican el proceso de idea ("El Nombre", "El Prototipo", y "La Competición" respectivamente); el cuarto ("Testaje") implica sobrevivir a una compañía malévola de testeo llamada "Bob el Bastardo" (quién fue un poco como Dilbert antes de ser humillado y desfigurado), y el quinto ("Viaje Elboniano") es sobre la producción en la hambruna-stricken país de cuarto mundo, Elbonia. El prototipo es entregado a una familia increíblemente estúpida en Squiddler Patch, Texas, durante el decimotercero y episodio final de la estación, "Infomercial", incluso aunque no sea probado en un laboratorio por adelantado. Un mal uso de la familia del prototipo crea un agujero negro que chupa Dilbert; instantáneamente despierta en la reunión vista en el inicio del episodio, entonces cierra su laboratorio de diseño para mantener el prototipo en el y que no sea embarcado a esa familia.
La segunda temporada presenta diecisiete episodios, aumentando el número total de episodios a treinta. A diferencia de la primera entrega, los episodios no son parte de una historia más grande sino que para cada uno de los episodios (con la excepción de episodios 29 y 30, "Embarazo" y "La Entrega") hay una historia particular. Elbonia es visitada una vez más en "Hambre"; Dogbert todavía estafa a personas en "Arte"; Dilbert es acusado de asesinato de masa en "La Prueba"; y Wally consigue sus discípulos propios  (el resultado de un malentendido complicado, la compañía que lanza un cohete para la NASA, y un seminario lava cerebros) en el episodio 16, "El sudario de Wally".
La música de tema, "La Zona de Dilbert", estuvo escrita por Danny Elfman, y es una leve modificación del tema de la película Zona Prohibida, originalmente creada por la banda de Elfman Los Caballeros Místicos del Oingo Boingo.

### Concepción
Scott Adams, el creador de Dilbert, se decidió en crear la serie para UPN porque la red prometió transmitir 13 episodios, mientras otras redes solo considerarían la serie contra otras opciones de programación. Adams añadió a aquello "Si hubiéramos  ido con NBC,  habrían dado a Dilbert un interés en el amor con tensiones sexuales." UPN Era la sexta red ranqueada en el tiempo y cogió el espectáculo con esperanzas de ampliar su atractivo y para probar asumieron riesgos con espectáculos alternativos. Adams declaró sobre convertir a Dilbert en una serie "es una experiencia muy liberadora porque haciendo la cinta de cómic me limito a tres (cuadros) tableros con cuatro líneas o menos de diálogo por asunto, en la serie de televisión,  tengo 21 minutos por episodio para tener gracia. Puedo seguir un tema de principio a fin, el cual añadirá mucha riqueza a los caracteres" Adams quiso la serie para ser animada porque la versión de acción en vivo hecha anteriormente para FOX no fue traducida bien. Adams añadió a aquello "Si Dilbert va a estar en la cima de los Alpes, solamente lo dibujas de esa manera y tú no tienen que construir una escena de los Alpes. También puedes violar algunas leyes físicas, y de causa-efecto. Las personas lo perdonan muy fácilmente. Por lo que es mucho más creativamente liberador"

### Cancelación
El 22 de noviembre de 2006, cuando Adams estuvo preguntado por qué el espectáculo fue cancelado,  declaró, "está en UPN, una red que la miran pocas personas. Y debido a algún error de administración entre la primera y segunda temporada el espacio de tiempo cambió y perdimos nuestros espectadores. Estaba también planificado que seguíamos después del peor espectáculo de televisión que nunca se hizo: Shasta McNasty. En televisión, nuestra audiencia estaba 75% determinada por cuántas personas miraron el espectáculo anterior que el nuestro. Aquello nos mató"

## Elenco
- Daniel Stern – Dilbert[9]
- Chris Elliott – Dogbert
- Larry Miller – El Puntiagudo-Haired Jefe
- Gordon Caza – Wally
- Kathy Griffin – Alice
- Jackie Hoffman – Dilmom
- Jim Sensato – Howard Fuerte
- Tom Kenny – Ratbert, Asok, Voces adicionales
- Gary Kroeger – voces Adicionales
- Maurice LaMarche – El Mundo más Listo Garbageman, Bob el Dinosaurio, voces adicionales
- Tress MacNeille – Carol, Lena, voces adicionales
- Jason Alexander – Catbert

### Estrellas invitadas
- Stone Cold Steve Austin – Él mismo
- Jennifer Bransford – Ashley
- Andy Dick – Dilbert  Ayudante Alfonso
- Jon Favreau – Holden Callfielder
- Gilbert Gottfried – Contabilidad Trol
- Tom Verde – Jerrold
- Christopher Guest – El Dupey
- Buck Henry – Dadbert
- Harry Kalas – Béisbol Announcer
- Wayne Caballero – Camino-E-Guardia de Seguridad de la Tecnología
- Jay Leno – Él mismo
- Eugene Leva – Comp-U-Comp  Guardia de Tapón
- Camryn Manheim – Juliet
- Señor Moviefone – Él mismo
- Chazz Palminteri – Leonardo da Vinci
- Jeri Ryan – Siete de Nueve Reloj de Alarma
- Jerry Seinfeld – Comp-U-Comp
- Billy Agente vendedor de Silla que Vibra Del oeste, Amotinándose Ingeniero (el episodio Piloto único)

## Episodios

### Primera temporada (1999)
| N.º en serie | N.º en temp. | Título            | Dirigido por                              | Escrito por                                         | Fecha de emisión original | Código de prod. |
| --- | ------------ | ----------------- | ----------------------------------------- | --------------------------------------------------- | ------------------------- | --------------- |
| 1 | 1            | «The Name»        | Seth Kearsley                             | Rachel Powell                                       | 25 de enero de 1999       | 101             |
| Dilbert tiene la tarea de nombrar a un producto que aún no ha sido diseñado, sin embargo, la tensión (provocada por una pesadilla recurrente) hace creer a Dilbert que está convirtiéndose en un pollo. |              |                   |                                           |                                                     |                           |                 |
| 2 | 2            | «The Competition» | Seth Kearsley                             | Ned Goldreyer                                       | 8 de febrero de 1999      | 103             |
| Dilbert es despedido de su trabajo cuando es sospechoso de ser un espía de una compañía rival (que fue un rumor hecho por un boletín en línea de Dogbert) y es contratado por una empresa que realmente trata a sus trabajadores como personas. |              |                   |                                           |                                                     |                           |                 |
| 3 | 3            | «The Prototype»   | Alfred Gimeno                             | Jeff Kahn                                           | 1 de febrero de 1999      | 102             |
| Dilbert y Alicia deben trabajar juntos para detener a un equipo rival, liderado por el legendario "Lena", de robar sus ideas y presentarlas al jefe como si fueran suyas. |              |                   |                                           |                                                     |                           |                 |
| 4 | 4            | «The Takeover»    | Andi Klein                                | Ned Goldreyer                                       | 1 de marzo de 1999        | 106             |
| Dilbert y Wally se convierten en accionistas mayoritarios de la compañía después de que Dogbert manipula el mercado de valores. |              |                   |                                           |                                                     |                           |                 |
| 5 | 5            | «Testing»         | Chris Dozois                              | David Silverman y Stephen Sustrastic                | 15 de febrero de 1999     | 104             |
| El prototipo Gruntmaster 6000 se pone a prueba por un malvado ingeniero de pruebas enmascarado llamado Bob Bastardo (Tom Kenny). |              |                   |                                           |                                                     |                           |                 |
| 6 | 6            | «Elbonian Trip»   | Mike Kim                                  | David Silverman y Stephen Sustrastic                | 22 de febrero de 1999     | 105             |
| Dilbert, Alice, Wally, Dogbert y el jefe toman un viaje de negocios a Elbonia. Alice y Dilbert intentan liberar al pueblo de Elbonia (Alice adopta a un bebé elboniano mientras Dilbert introduce los derechos humanos a los trabajadores), mientras que Wally se convierte en un profeta. |              |                   |                                           |                                                     |                           |                 |
| 7 | 7            | «Tower of Babel»  | Gloria Jenkins                            | David Silverman y Stephen Sustrastic                | 5 de abril de 1999        | 108             |
| La repercusión de repetitivo de la misma cepa de frío en la oficina de Dilbert hace que mutan y se convierte los compañeros de trabajo en monstruos. En lugar de eliminar el virus, la empresa decide comenzar de nuevo al mover a todos a una nueva oficina, que Dilbert tiene la tarea de diseñar. |              |                   |                                           |                                                     |                           |                 |
| 8 | 8            | «Little People»   | Barry Vodos                               | David Silverman y Stephen Sustrastic                | 22 de marzo de 1999       | 107             |
| Dilbert descubre que la oficina está habitada por una raza de exempleados que han sido "reducidas" (literalmente, encogidos después de que han sido despedidos) luego de descubrir que desaparecían cosas y ver sitios que no ha visitado en el historial de su pc. |              |                   |                                           |                                                     |                           |                 |
| 9 | 9            | «The Knack»       | Michael Goguen                            | Ned Goldreyer                                       | 3 de mayo de 1999         | 110             |
| Dilbert pierde "el don" para la tecnología cuando bebe accidentalmente de la copa del jefe. Sus errores resultantes envían el mundo de nuevo a la Edad Media. |              |                   |                                           |                                                     |                           |                 |
| 10 | 10           | «Y2K»             | Jennifer Graves, Bob Hathcock, y Andi Tom | Andrew Borakove y Rachel Powell                     | 26 de abril de 1999       | 109             |
| En vísperas del nuevo milenio, todos - excepto Dilbert - están haciendo planes de Año Nuevo. Mientras todos en la compañía se preparan para el Y2K (Year 2000), Dilbert descubre que el procesador principal de la computadora central no es compatible con el año 2000, y todos los sistemas de la compañía se bloquearán si no se arregla. Dilbert es recompensado por el descubrimiento de este al ser asignado a arreglarlo, y descubre que el programador original del sistema era Wally. Pero todos esos años de trabajo esclavo han embotado su cerebro demasiado para poder hacer frente a esta tarea crucial, ¿o no?. |              |                   |                                           |                                                     |                           |                 |
| 11 | 11           | «Charity»         | Chris Dozois                              | David Silverman y Stephen Sustrastic                | 10 de mayo de 1999        | 111             |
| Preguntas que Dilbert hace sobre la idea de la caridad lo obligan a ser el coordinador de la unidad de la caridad "Camino Asociado". |              |                   |                                           |                                                     |                           |                 |
| 12 | 12           | «Holiday»         | Andi Klein                                | David Silverman, Stephen Sustrastic y Ned Goldreyer | 17 de mayo de 1999        | 112             |
| Dilbert piensa que hay demasiados días de fiesta para perder el tiempo; Dogbert convence simultáneamente al Congreso a abandonar todos los días festivos en favor de un Día Nacional, el día de Dogbert. |              |                   |                                           |                                                     |                           |                 |
| 13 | 13           | «The Infomercial» | Todd Frederiksen y Joe Vaux               | Ned Goldreyer                                       | 24 de mayo de 1999        | 113             |
| En aras de la preproducción del no probado en laboratorio Gruntmaster 6000 se lo envía a una familia texana que por un mal uso pone en peligro al mundo. |              |                   |                                           |                                                     |                           |                 |

### Segunda temporada (1999–2000)
| N.º en la serie | N.º en la temporada | Título                              | Dirigido por                    | Escrito por                         | Fecha de emisión        | Código de prod. |
| --- | ------------------- | ----------------------------------- | ------------------------------- | ----------------------------------- | ----------------------- | --------------- |
| 14 | 1                   | «The Gift»                          | Gloria Jenkins                  | Ned Goldreyer                       | 2 de noviembre de 1999  | 201             |
| El cumpleaños de la madre de Dilbert se acerca, y en busca del regalo perfecto, regresa al centro comercial donde fue abandonado por su padre (la voz de Buck Henry) hace años. |                     |                                     |                                 |                                     |                         |                 |
| 15 | 2                   | «The Shroud of Wally»               | Andi Klein                      | Scott Adams                         | 16 de noviembre de 1999 | 203             |
| Dilbert tiene una experiencia cercana a la muerte en una gasolinera, y se encuentra de hecho que la otra vida es exactamente igual a la oficina. Mientras tanto, un grupo que escucha un discurso marketing multinivel, a través de un extraño accidente se crea una religión que idolatra a Wally.                                                                  |                     |                                     |                                 |                                     |                         |                 |
| 16 | 3                   | «Art»                               | Linda Miller                    | Ned Goldreyer                       | 30 de noviembre de 1999 | 205             |
| Dilbert es asignado para crear una obra de arte digital. El resultado, el "Pato azul", termina apelando al mínimo común denominador de la sociedad que destruye el valor y la popularidad de las obras de arte clásicas. |                     |                                     |                                 |                                     |                         |                 |
| 17 | 4                   | «The Trial»                         | Chris Dozois                    | Joe Port, Joe Wiseman               | 9 de noviembre de 1999  | 202             |
| Dilbert es enviado a prisión después de que el jefe lo involucra en un accidente de tránsito fatal que mata varios ganadores del Premio Nobel. Una vez dentro, aplica su conocimiento de las matemáticas y la ingeniería a la vida en prisión y se hace cargo de su pabellón.                                                                                        |                     |                                     |                                 |                                     |                         |                 |
| 18 | 5                   | «The Dupey»                         | Michael Goguen                  | Larry Charles, Scott Adams          | 23 de noviembre de 1999 | 204             |
| Los intentos de Dilbert para diseñar un juguete de estilo Furby infantil terminan horriblemente mal cuando los juguetes adquieren la capacidad de sentir y mutan en criaturas horribles pero benevolentes que quieren su independencia. |                     |                                     |                                 |                                     |                         |                 |
| 19 | 6                   | «The Security Guard»                | Rick Del Carmen                 | Scott Adams                         | 25 de enero de 2000     | 207             |
| Después de un acalorado debate, Dilbert y un guardia de seguridad del edificio (voz de Wayne Knight)apuestan a ver quién puede hacer el trabajo de otro mejor. Dilbert rápidamente se encuentra con más problemas de los que esperaba cuando descubre en un casino ilegal que se forma dentro del edificio.                                                          |                     |                                     |                                 |                                     |                         |                 |
| 20 | 7                   | «The Merger»                        | Jim Hull                        | David Silverman, Stephen Sustrastic | 1 de febrero de 2000    | 208             |
| The Boss decides that the company needs to merge with another, and chooses a company of brain-sucking extraterrestrials. |                     |                                     |                                 |                                     |                         |                 |
| 21 | 8                   | «Hunger»                            | Craig R. Maras                  | Larry Charles, Scott Adams          | 18 de enero de 2000     | 206             |
| Dilbert tries to end world hunger by creating a new, safe, artificial food, but it tastes so bad that even people dying of starvation refuse to eat it – until his mother gets involved. |                     |                                     |                                 |                                     |                         |                 |
| 22 | 9                   | «The Off-Site Meeting»              | Seth Kearsley                   | Mark Steen, Ron Nelson              | 8 de febrero de 2000    | 209             |
| Dilbert's home is chosen as the location for an off-site meeting when a dendrophile sues his company because of their deforestation policies. |                     |                                     |                                 |                                     |                         |                 |
| 23 | 10                  | «The Assistant»                     | Gloria Jenkins, Declan M. Moran | Ron Nelson, Mark Steen              | 15 de febrero de 2000   | 210             |
| To hide that there are engineering jobs elsewhere, Dilbert is unwillingly promoted to management and given an assistant (Andy Dick), sparking a showdown with the other engineers. |                     |                                     |                                 |                                     |                         |                 |
| 24 | 11                  | «The Return»                        | Mike Kuntel                     | Ned Goldreyer                       | 6 de junio de 2000      | 213             |
| Dilbert tries to buy a computer online but gets the wrong model, leading to an unpleasant surprise when he tries to return it to the company warehouse. Jerry Seinfeld and Eugene Levy guest-star as Comp-U-Comp and the plug guard, respectively; Jon Favreau guest-stars as Holden Callfielder.                                                                    |                     |                                     |                                 |                                     |                         |                 |
| 25 | 12                  | «The Virtual Employee»              | Perry Zombalas                  | Ned Goldreyer                       | 30 de mayo de 2000      | 212             |
| Dilbert and his co-workers find an empty cubicle and start dumping their obsolete computer equipment into it. To keep the marketing department from claiming the cubicle, they hack into the human resources database and create a profile for a fake engineer named Todd. The plan backfires when Todd is named project leader and develops a messianic reputation. |                     |                                     |                                 |                                     |                         |                 |
| 26 | 13                  | «The Pregnancy the delivery part 1» | Andi Klein                      | Larry Charles, Scott Adams          | 18 de julio de 2000     | 216             |
| Ratbert accidentally sends Dilbert's model rocket into space. When it returns with samples of DNA from aliens, cows, hillbillies, engineers, and robots, it rectally impales Dilbert, impregnating him. |                     |                                     |                                 |                                     |                         |                 |
| 27 | 14                  | «The pregnancy the Delivery part 2» | Craig R. Maras                  | Larry Charles, Scott Adams          | 25 de julio de 2000     | 217             |
| Dilbert fights to keep his baby, a human-alien-cow-robot hybrid whose various "parents" sue for joint custody. Stone Cold Steve Austin guest-stars as himself. |                     |                                     |                                 |                                     |                         |                 |
| 28 | 15                  | «Company Picnic»                    | Chris Dozios                    | David Silverman, Stephen Sustrastic | 22 de febrero de 2000   | 211             |
| The annual company picnic comes around and so does the softball game between Marketing and Engineering. This episode is based on Romeo and Juliet. |                     |                                     |                                 |                                     |                         |                 |
| 29 | 16                  | «The Fact»                          | Linda Miller                    | Ron Nelson, Mark Steen              | 11 de julio de 2000     | 215             |
| Dogbert is catapulted into fame and fortune when he posts false information on the Internet about his imaginary disease, "Chronic Cubicle Syndrome," and releases a best-selling book about it. Ironically, Dilbert is forced to come up with the cure. |                     |                                     |                                 |                                     |                         |                 |
| 30 | 17                  | «Ethics»                            | Michael Goguen                  | Larry Charles, Scott Adams          | 13 de junio de 2000     | 214             |
| The company employees are forced to take ethical training classes, then Dilbert is made project lead for the National Internet Voting Network. An attractive female employee of a special-interest group attempts to seduce Dilbert, putting his ethical limitations to the test.                                                                                    |                     |                                     |                                 |                                     |                         |                 |

## Recepción
A Ray Richmond de Variety.com le gustó el espectáculo y declaró "es seguramente el más ingenioso que netlet nunca tuvo la buena fortuna de pasar, y basado en el de apertura dos plazos,  tiene el potencial de puntuar con la misma escala de audiencia que acudió en masa a “Los Simpson” y transformó Fox de un wannabe a un jugador hace una década." David Zurawik de The Baltimore Sun dio al espectáculo una revisión positiva que declara "siéntese esta noche delante del tubo con expectativas más que razonables, y te encontrarás sonriendo, si no es riendo fuerte al menos una o dos veces" Terry Kelleher de Revista People  eligió Dilbert como "Espectáculo de la semana" y dijo el espectáculo presentó "humor listo, apuntado en burocracia corporativa, falsedad y absurdidad"

### Índices
El primer episodio de Dilbert recibió un 7.3 de índice, el más alto de 1998-1999 de la temporada para UPN.

### Premios
- Horario de máxima audiencia Emmy: Diseño de Título Principal Excepcional - 1999[14]

## Versiones para la casa
Sony Pictures Home Entertainment liberó la serie completa en DVD para la Región 1 por primera vez el 27 de enero de 2004.  El conjunto incluía algunas características especiales incluyendo tráileres y recopilaciones de clips con comentarios por Scott Adams, el productor ejecutivo Larry Charles, y los actores de voz Chris Elliott, Larry Miller, Kathy Griffin, y Gordon Caza. Los DVDs pueden ser reproducidos en algunas PCs y reproductores DVD con Región 2.  Esta liberación ha sido interrumpida y está ahora fuera de impresión. La serie completa está disponible gratis en EE. UU. en Hulu, Crackle y Netflix.
El 8 de noviembre de 2013, fue anunciado que Mill Creek Entertainment había adquirido los derechos de la serie. Ellos relanzaron la serie completa el 21 de enero de 2014.